# HD244955
HD244955 є хімічно пекулярною зорею спектрального класу
A й має видиму зоряну величину в смузі V приблизно 12,1.